# Hans Langemann (Jurist)
Hans Georg Langemann (* 16. April 1925 in Meinerzhagen; † 2004) war ein deutscher Jurist, der Anfang der 1980er-Jahre im Mittelpunkt einer Geheimdienstaffäre stand.

## Leben
Hans Langemann wuchs in Westfalen auf. Nach seinem Arbeitsdienst wurde er 1943 zur Wehrmacht eingezogen und im Zweiten Weltkrieg an der Ostfront als Fahnenjunker-Unteroffizier eingesetzt. Im Juli 1944 erlitt er eine Kopfverletzung und geriet in Gefangenschaft, aus der er 1945 entlassen wurde. Anschließend wurde er von der British Army bis 1948 als Dolmetscher dienstverpflichtet.
Ab 1949 studierte Langemann Rechtswissenschaft an der Universität Münster, später war er an der Universität Bonn Assistent bei Hans von Hentig.
1955 veröffentlichte er einen Aufsatz über Homosexualität und Staatsgefährdung in der Zeitschrift Kriminalistik. 1956 promovierte er zum Thema Das Attentat – ein Bereich, der ihn später noch mehrfach beschäftigen sollte. Anfang 1957 bestand Langemann das Zweite Staatsexamen. Im November 1957 wurde er Regierungsassessor beim Bundesnachrichtendienst (BND) in Pullach und führte dort den Dienstnamen „Dr. Lückrath“. Von 1959 bis 1961 leitete er dort den Bereich Gegenspionage DDR. Als der erste BND-Präsident Reinhard Gehlen 1968 pensioniert wurde, wurde Langemann als Resident an die Botschaft in Rom versetzt.
1972 wurde er „auslandsnachrichtendienstlicher Berater“ des Olympischen Komitees bei den Olympischen Spielen in München und 1973 zum Leiter der Abteilung I F im Bayerischen Staatsministerium des Innern berufen, die für das Bayerische Landesamt für Verfassungsschutz verantwortlich war.
Nach dem Oktoberfestattentat vom 26. September 1980 nannte er gegenüber der Zeitschrift Quick nur wenige Stunden nach der Tat den Namen des Hauptverdächtigen, wodurch dessen mutmaßliche Helfer aus den rechtsextremen Kreisen um die Wehrsportgruppe Hoffmann gewarnt wurden.
Am 26. März 1982 wurde Langemann unter dem Verdacht festgenommen, er habe vertrauliche Informationen zur BND-Operation Eva an die Zeitschrift konkret weitergegeben.  Nach deren Veröffentlichung kam es zu einem erheblichen Skandal, welche als Affäre Langemann in die Geschichte der Bundesrepublik Deutschland einging und im Bayerischen Landtag Gegenstand von insgesamt drei Untersuchungsausschüssen war. Am 9. November 1984 wurde er aufgrund dieser Vorwürfe zu einer Freiheitsstrafe von neun Monaten auf Bewährung verurteilt. Vor einem erwarteten höheren Strafmaß rettete ihn nur ein medizinisches Gutachten, das ihm bescheinigte, er leide unter starken Stimmungsschwankungen, Depressionen, Weinkrämpfen und Gedächtnislücken.

## Rezeption
Die Rolle Langemanns bei den Ermittlungen zum Oktoberfestattentat vom 26. September 1980 wird in dem Spielfilm Der blinde Fleck aufgegriffen, den die ARD am 4. Februar 2015 zusammen mit einer nachfolgenden Dokumentation ausstrahlte. Langemann wird darin von Heiner Lauterbach dargestellt.

## Schriften
- Kriminalität und Sensationspresse. In: Kriminalistik. 1955, S. 403–404.
- Über den Sprengstoffanschlag. In: Kriminalistik. 1955, S. 325 ff.
- Politische Verbrechen und Kriminalpolizei. In: Die Polizei/Polizei Praxis, 1956, S. 137 ff.
- Das Attentat. Eine kriminalwissenschaftliche Studie zum politischen Kapitalverbrechen. Kriminalistik-Verlag, Hamburg 1957.
  - „Das Attentat und die Weltgeschichte“, Rezension von Gerhard F. Knimer. In: Die Zeit. Nr. 38, 19. September 1957.